# Richmond Forson
Richmond „Ricky“ Forson (* 23. Mai 1980 in Afloa, Ghana) ist ein togoischer Fußballspieler. Obwohl er nie bei einem Profiteam zum Einsatz gekommen ist, wurde er mehrfach ins Nationalteam seines Heimatlandes einberufen.
Er ist universell einsetzbar. So wird er wahlweise als Verteidiger, als defensiver Mittelfeldspieler aber auch als Stürmer für die linke Außenbahn genannt. Forson gilt als konditionsstark und diszipliniert.
Neben der togoischen besitzt Forson auch die französische Staatsbürgerschaft.
Er gehörte dem Kader Togos für die Fußball-Weltmeisterschaft 2006 an.